# Frigeridus
Frigeridus (* vor der Mitte des 4. Jahrhunderts; † im ausgehenden 4. Jahrhundert) war ein wahrscheinlich germanischstämmiger, hoher ritterlicher Stabsoffizier der spätrömischen Armee. Als dux (Anführer) hatte er unter Kaiser Valentinian I. (364–375) den militärischen Oberbefehl über die pannonische Provinz Valeria inne (Dux Valeriae ripensis). Vieles spricht dafür, dass er mit dem Frigeridus dux identisch ist, den der antike Historiker Ammianus Marcellinus für das Jahr 377 erwähnt.

## Forschung

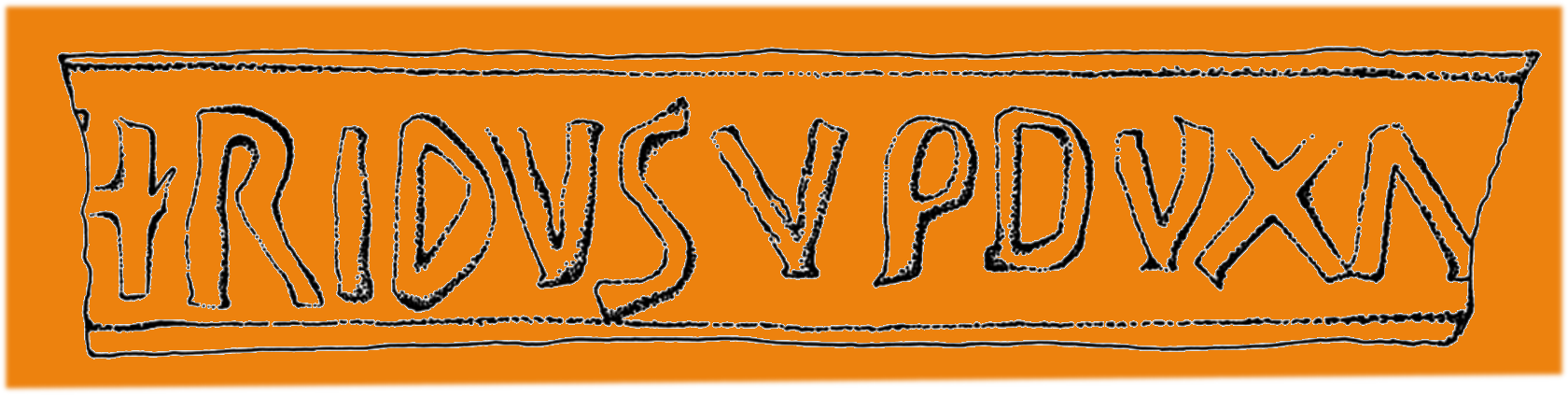
Ziegelstempel des Dux Valeria Frigeridus aus Tahitótfalu–Balhavár

Bereits Theodor Mommsen hatte 1873 angenommen, dass der im 31. Buch der Römischen Geschichte des Ammianus genannte Frigeridus dux mit der von den valentinianischen Ziegelstempeln bekannten Person übereinstimmen muss. Mommsen und andere nachfolgende Gelehrte waren sich noch sicher, dass Frigeridus im Frühjahr 377 in der von Ammianus genannten Funktion als dux in den Krieg marschierte, was später nach Untersuchungen am Originaltext und den angenommenen Dienstgradverhältnissen bezweifelt wurde. Neue Spekulationen um das Amt des Frigeridus brachte ein 1997 gefundener Ziegel, der im nordbulgarischen Kastell Iatrus Anfang des 5. Jahrhunderts wiederverwendet wurde. In das erhaltene Bruchstück war vor dem Brand unter anderem die Abkürzung Frig(eridus) du[x] geritzt worden. Wann der Ziegel hergestellt worden ist und ob er mit dem Kampfhandlungen von 377 zu tun hat, bleibt ungewiss. Er bestätigt jedoch mit großer Wahrscheinlichkeit die Anwesenheit eines Frigeridus dux in der Provinz Moesia secunda. Es wurden daher Überlegungen laut, die ein zweites Dukat des Frigeridus nach 373 in einer anderen Provinz für möglich erscheinen lassen.
Die spätantike Rangbezeichnung des Frigeridus, vir perfectissimus, ist auf einigen Ziegelstempeln in der Abkürzung VP überliefert, wie sie beispielsweise an der brückenkopfartigen Schiffslände Szigetmonostor-Horány in Ungarn zutage kamen. Das perfectissimus (Vollkommenster) bezeichnete nicht die Eigenschaft einer Person, sondern deren Rang innerhalb einer Hierarchie. Seit Konstantin dem Großen (306–337) wurde der Titel perfectissimus für Inhaber niederer ritterlicher Ämter verwendet. Für den in der Vergangenheit unter Wissenschaftlern immer wieder diskutierten Zeitraum der Amtszeit des Frigeridus ist der VP-Stempel von einiger Bedeutung, da unter Valentinian I. den duces der Rang des Clarissimats verliehen wurde. Maria R.-Alföldi hat daher eine Zeit des Übergangs nahegelegt und eingebracht, dass erst 386 alle duces als viri clarissimi bezeichnet worden sind.

## Lebenslauf

### Als Oberkommandeur in Valeria

Der Limesausbau im Großraum des Donauknies mit dem Kastell Göd-Bócsaújtelep

Höchstwahrscheinlich löste Frigeridus seinen Vorgänger Terentius im Jahr 371 als dux in der Provinz Valeria ab und blieb dort bis zu seiner intrigierten Amtsenthebung 373/374. Mit Frigeridus, der als begabter Offizier galt, wurde das valentinianische Bauprogramm zur militärischen Absicherung des pannonischen Donaulimes in einem bisher unbekannten Maße vorangetrieben. Die mit seinem Namen gestempelten Ziegelsteine lassen sich überdurchschnittlich häufig an Kastellen, Burgi und Schiffsländen nachweisen. Zu diesem neuen Verteidigungskonzept muss auch eine Neuorganisation der in der Provinz liegenden Truppen stattgefunden haben, die allerdings bereits unter den Vorgängern des Frigeridus eingeläutet worden sein könnte.
Ein wesentlicher Baustein der neuen römischen Strategie war auch der weitere Ausbau des Limes Sarmatiae, eines südlich des Donauknies, bei Dunakeszi beginnenden Wallsystems, das über die Theiß hinweg weit in die Ungarische Tiefebene reichte und dort fast rechtwinklig nach Süden hin abknickte, um beim Legionsstandort Viminacium wieder auf den Donaulimes zu stoßen. Die von den Römern errichtete Wallanlage sollte während der Völkerwanderungszeit den verbündeten Stamm der sarmatischen Jazygen schützen und gleichzeitig als Bollwerk im Vorfeld der pannonischen Provinzen angreifende Feinde abfangen. Aus strategischen Gründen wurde eine Verkürzung der Grenzlinie in Angriff genommen und der Limeswall bis zum nördlichen Scheitelpunkt des Donauknies vorgeschoben.
Um das Vorverlegen des Limes zu bewerkstelligen, musste im Vorfeld das am Ostufer der Donau liegende südliche Stammesgebiet der germanischen Quaden, das unmittelbar an den Limes und die Ländereien der Jazygen anschloss, entgegen geltenden Verträgen enteignet und die Bewohner vertrieben werden. 373, noch unter Frigeridus, befahl Valentinian I. den Bau der Großfestung Göd-Bócsaújtelep im annektierten Quadenland. Ziegelstempel mit dem Namen des Frigeridus wurden während der Grabungen zu Beginn dieses Jahrtausends an Ort und Stelle gefunden. Die Aufmessung der künftigen Anlage im Gelände, die heute als archäologischer Schlüssel zum Ausbau des sarmatischen Limes gilt, war noch nicht abgeschlossen, da stellte Frigeridus die Arbeiten ein. Der Grund hierfür lag in den anhaltenden Protesten der Quaden, die sich über das dreiste Vorgehen der Römer empörten. Der vorsichtig und bedachtsam handelnde Frigeridus hielt die Einwände der Germanen offensichtlich für berechtigt und ordnete daher im Einvernehmen mit seinem Vorgesetzten, dem comes et magister utriusque militiae Equitius, den Baustopp an. Der Bericht des Equitius über diese Maßnahme löste am Hofe Valentinians I. eine Intrige aus. Der Kaiser hatte das Schreiben dem einflussreichen, emotional und roh geltenden Prätorianerpräfekten Maximinus zu Händen gegeben, der sogleich eine Möglichkeit sah, seinem noch jungen, unerfahrenen und arroganten Sohn Marcellianus einen erstklassigen Karrierestart zu ermöglichen. Er stellte Equitius vor Valentinian als ängstliche Person dar, die offenbar mit der Situation nicht fertigwerden würde, und schlug als Ersatz für Frigeridus Marcellianus vor. Frigeridus wurde 373/374 seines Amtes enthoben. Die nun folgende Fortsetzung der valentinianischen Politik im Grenzland, führte schon im nächsten Jahr zum Krieg.

### Truppenkommandeur im Zweiten Gotenkrieg
Im Frühjahr 377 erhoben sich gotische Teilstämme und Verbände, die sich ein Jahr zuvor in der römischen Diözese Thrakien auf der östlichen Balkanhalbinsel niedergelassen hatten (Gotenkrieg (376–382)). Die unter dem Oberbefehl des Ostkaisers Valens (364–378) stehenden Truppen wurden geschlagen. Letztendlich verloren die Römer am Ende den Krieg mit der Schlacht bei Adrianopel, in der auch Valens fiel.
Zu den Unterstützungskräften, die der Westkaiser Gratian (375–383) auf Bitten des Valens in das Kriegsgebiet geschickt hatte, gehörte neben dem einflussreichen comes domesticorum Richomer, einem Germanen, auch Frigeridus, der pannonische und transalpine Hilfstruppen befehligte. Noch vor dem Eintreffen von Frigeridus hatten einige wenige Eliteeinheiten der ebenfalls herbeigerufenen Orientarmee Vorarbeit geleistet und die Goten in die Dobrudscha gejagt. Die auch nach der Verstärkung zahlenmäßig unterlegenen römischen Truppen hofften, die Goten aushungern zu können, doch war sich ihre Führung über das weitere Vorgehen uneinig. In dieser Phase wurde Frigeridus von einem Gichtanfall heimgesucht und musste den Oberbefehl über seine Verbände an Richomer abgeben, der als Befehlshaber über 1000 Mann der kaiserlichen Palastgarde (scholae palatinae) eines der ranghöchsten Ämter im damaligen Staat bekleidete. Bei der folgenden Schlacht ad Salice im Spätsommer 377 erlitten die Gegner so schwere Verluste, dass ein beidseitiger Rückzug und eine Kampfpause notwendig wurden. Die Römer sperrten nun die Balkanpässe und horteten Lebensmittel. Richomer nutzte die Zeit, um aus Gallien frische Truppen heranzuführen, während sich Frigeridus in Illyrien wieder unter das Kommando des Gratian stellte. Von dort wurde er noch im Herbst erneut nach Thrakien beordert, um nordwestlich von Stara Sagora im heutigen Bulgarien eine befestigte Verteidigungslinie aufzubauen.

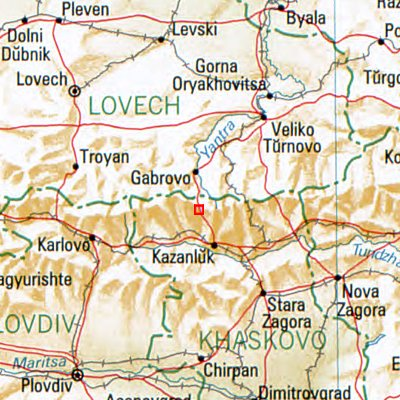
Der Schipkapass (rotes Viereck) im heutigen Umfeld.

Kernpunkt war der Schipkapass, von dem eine wichtige Straße in das südlich gelegene Tal der Maritza führte. Der strategisch wichtige Raum war schon vom Gotenkönig Kniva im 3. Jahrhundert genutzt worden, um die Römer zu schlagen. Auch diesmal galt es, die anrückenden Goten nicht nach Südwesten, Richtung Philippopel und Illyrien durchbrechen zu lassen. Die Goten wiederum mussten noch vor Winteranbruch 377 die Sperren des Frigeridus überwinden, um unbeschadet durch die kalte Jahreszeit zu kommen. Als die Goten versuchten, die römischen Truppen einzukesseln, ließ Frigeridus die Stellungen räumen und setzte sich ab, um eine neue Abwehrlinie zu errichten. Auf dem Rückzug überraschten die Römer den gotischen Reiterführer Farnobius mit seiner marodierenden, zahlenmäßig nicht unerheblichen greutungisch-taifalischen Gruppe. Sie machten Farnobius nieder und besiegten die Germanen. Die Überlebenden wurden in Oberitalien und Aquitanien angesiedelt. Als Nächstes versuchte Frigeridus eine Stellung am Pass von Succi aufzubauen, um dort die Goten doch noch vor Illyrien abzufangen. Der Pass bildete die Grenze zwischen den beiden römischen Reichsteilen. Doch bevor es zu Kampfhandlungen kam, wurde der erprobte Heerführer durch den comes Maurus abgelöst, der beim anschließenden Angriff der Goten auf den Pass versagte.
Der weitere Lebenslauf des Frigeridus ist unbekannt, vielleicht setzte er sich unter anderem bedingt durch das Gichtleiden nach seiner Ablösung zur Ruhe. Ob und inwieweit der ehemalige dux während der Kämpfe des Jahres 377 im Kastell Iatrus Bauten errichten ließ, wie der oben genannte Ziegelfund nahelegen könnte, bleibt unbekannt, zumal im Zweifelsfall auch eine andere Person gleichen Namens existiert haben könnte.

## Bekannte Oberkommandeure der Provinz Valeria
| Name         | Amtsbezeichnung                                               | Zeitstellung                  | Bemerkung |
| ------------ | ------------------------------------------------------------- | ----------------------------- | --- |
| Augustianus  | viro clarissimo comite ordinis primi et duce Valeriae limitis | 364/365–367                   | Erwähnt in einer Bauinschrift aus Esztergom. Nach Sándor Soproni könnte sie zum Kastell Esztergom-Hideglelőskereszt gehört haben. |
| Terentius    | dux Valeriae                                                  | 367/368 bis spätestens 371    | Der Ausbau von Binnenfestungen und Limesanlagen ist archäologisch feststellbar. |
| Frigeridus   | vir perfectissimus, dux Valeriae                              | ab spätestens 371 bis 373/374 | Frigeridus ist wahrscheinlich germanischer Abstammung. Der Ausbau von Binnenfestungen und Limesanlagen wird in einem bisher unbekanntem Maß vorangetrieben. |
| Marcellianus | dux Valeriae                                                  | ab 373/374                    | Marcellianus ist aus Pannonien gebürtig. Aufgrund der Kriegswirren 374–375 und der anschließenden Ereignisse gegen germanische und sarmatische Feinde (u. a. Zusammenbruch des Limes Sarmatiae) stocken die Arbeiten am Limes und werden teilweise ganz aufgegeben. |